# Медаль «Участник Отечественной войны»
Медаль «Участник Отечественной войны» (азерб. "Vətən müharibəsi iştirakçısı" medalı) — медаль Азербайджанской Республики.

## История
20 ноября 2020 года на пленарном заседании Милли Меджлиса Азербайджана был вынесен на обсуждение законопроект о внесении поправок в закон «Об учреждении орденов и медалей Азербайджанской Республики».
Медаль «Участник Отечественной войны» была учреждена в этот же день в первом же чтении согласно законопроекту об учреждении орденов и медалей по случаю победы Азербайджана в «Отечественной войне», как в Азербайджане официально была именована Вторая Карабахская война.
В законопроекте слова «Медаль Участник Отечественной войны» были добавлены после слов «Медаль За освобождение Лачына» в статье 2 п. 1.2.